# 巴奇·奧特
巴奇·奧特（英語：Butch Otter；1942年5月3日—）是美国的一位政治人物。巴奇·奧特自2007年開始擔任第32任爱达荷州州長。巴奇·奧特的黨籍是共和黨。在成為州長之前，巴奇·奧特於2001年至2007年擔任聯邦眾議員。